# Viereckschanze

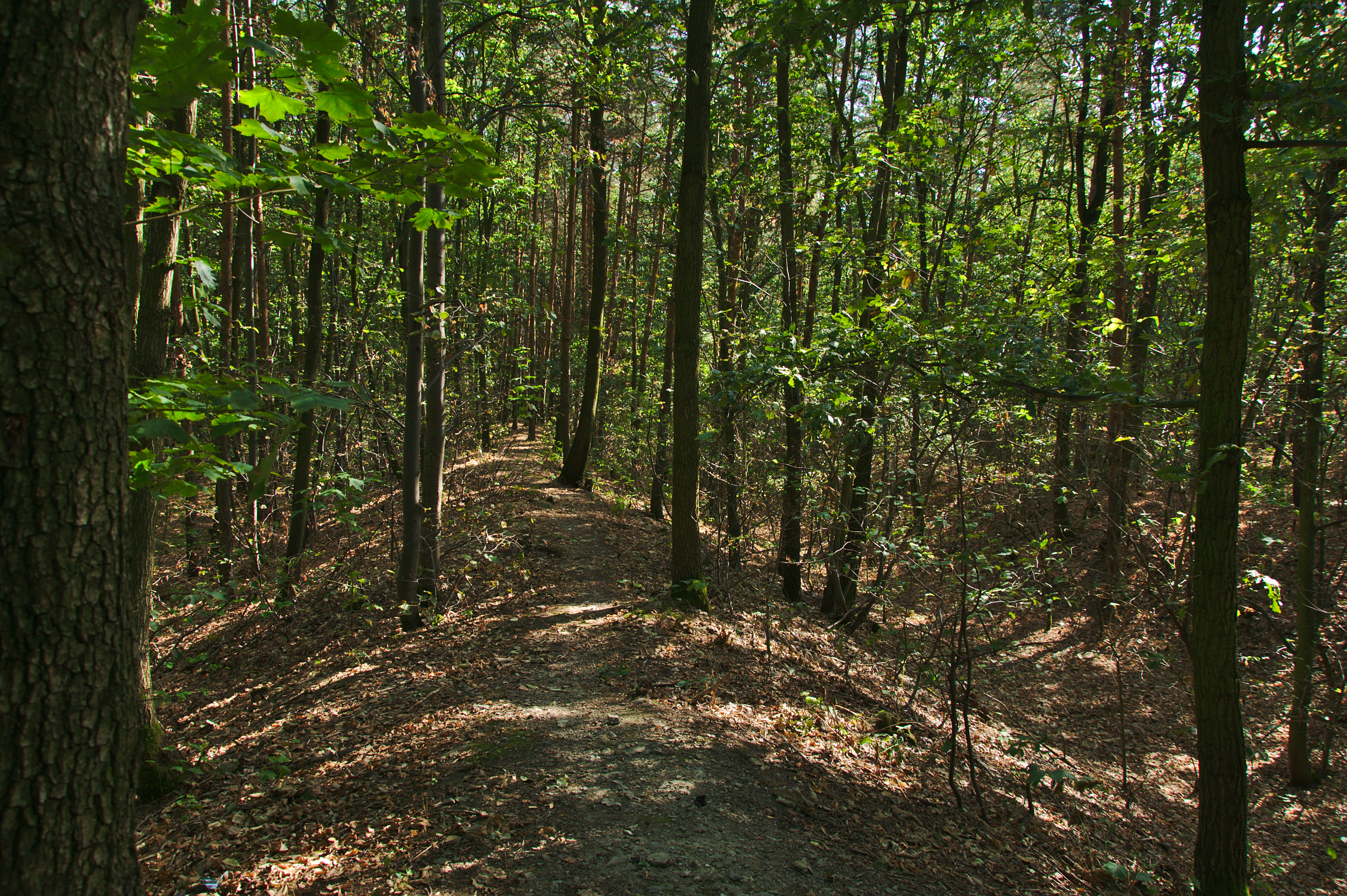
Val ludéřovských Šancí

Viereckschanze (česky čtyřúhelníkové valy) je německý výraz, používaný v archeologické terminologii české i jinojazyčné jako označení pro čtyřúhelníkové areály ohraničené valy. Pro tyto objekty je charakteristický čtvercový až obdélníkový tvar o straně 50–200 metrů.[zdroj⁠?!] Uvnitř ohrazení se nacházejí stopy po polozemnicích i větších nadzemních stavbách. Většina plochy však byla nezastavěna. V některých případech se uvnitř ohrazení nacházejí zahloubení interpretované někdy jako kultovní šachty, které mohly sloužit při obětování, nebo jako místo pro odložení použitých kultovních předmětů. U zkoumaných šachet byla zjištěna hloubka někdy až několik desítek metrů (např. 35 metrů v Holzhausen u Mnichova).

## Rozšíření

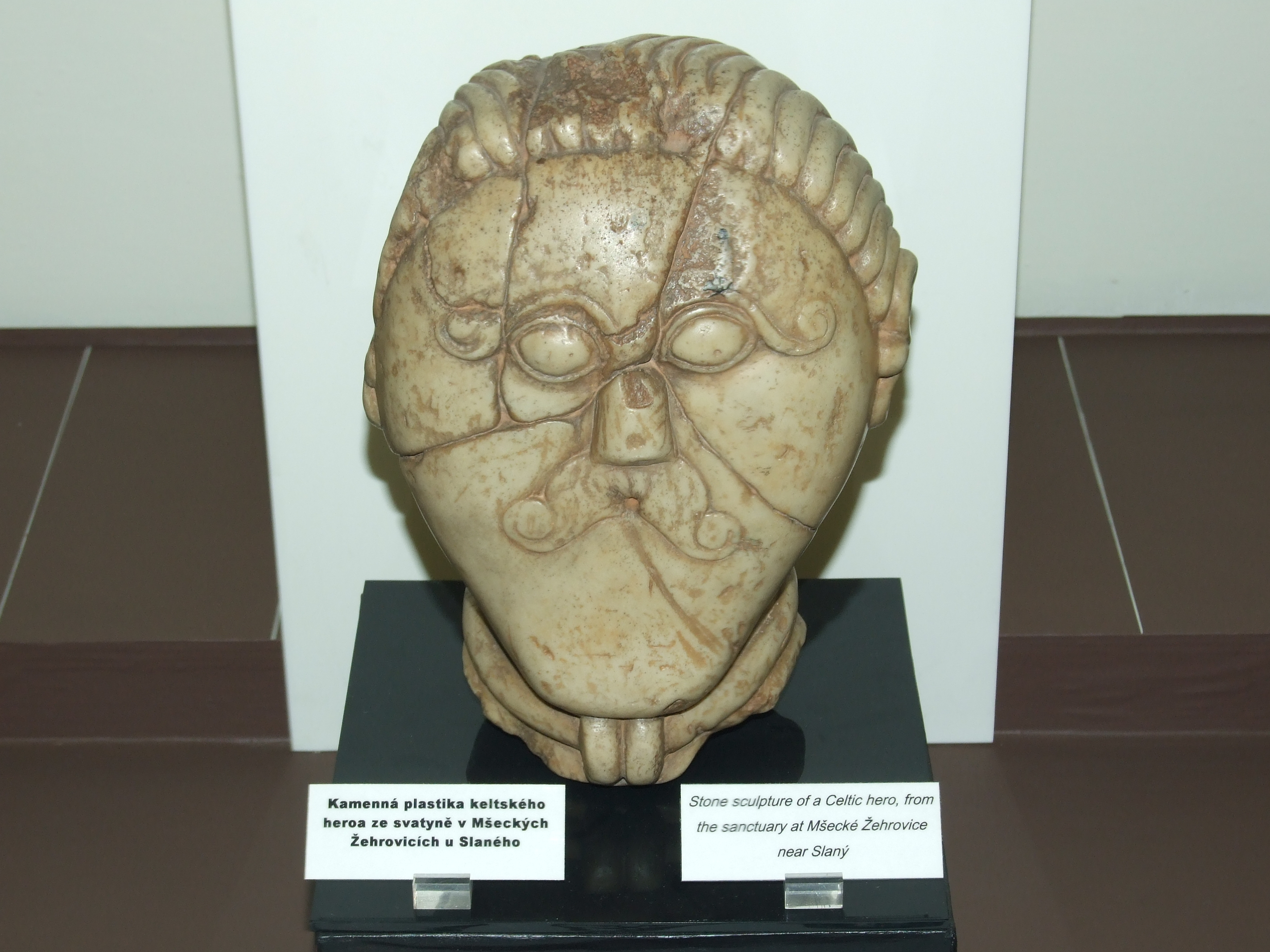
Replika Kamenné hlavy héroa nalezené u viereckschanze u Mšeckých Žehrovic

Tyto typické terénní útvary se objevují hojně v pozdní době laténské od Francie až do střední Evropy s těžištěm v jižním Německu.[zdroj⁠?!] Řídce se vyskytují i v Čechách, kde jsou nejlépe prozkoumaným objektem čtyřúhelníkové valy u Mšeckých Žehrovic a Valy u Markvartic. K částečně prozkoumaným areálům patří Valy u Bělčic.
Na Moravě je známa dosud pouze jediná, zatím nezkoumaná Viereckschanze, označovaná jako Švédské šance u Ludéřova, která v případě, že výzkum potvrdí (již nyní ovšem velmi pravděpodobné) laténské stáří objektu, by byla nejvýchodněji položeným objektem tohoto typu v Evropě vůbec.

## Charakteristické znaky
Čtvercový nebo obdélníkový prostor o rozměrech stran cca 50–200 metrů a výměře do 2,5 ha, orientovaný podle světových stran, uzavírají v rozích vyvýšené hliněné sypané valy bez vnitřní konstrukce s příkopem o průřezu ve tvaru písmene V. Na jedné straně (ne severní) bývá ve valu patrné přerušení pro vstup, aniž by však byl přerušen příkop; uprostřed či při některé ze stran bývá zjištěna hluboká šachta; zástavba, pokud je zjištěna, bývá řídká. Budovány byly na místech s dalekým výhledem a alespoň v Čechách a na Moravě na okraji tehdy osídleného prostoru.

## Datování a interpretace
Čtyřúhelníkové valy jsou datovány do 2.–1. století př. n. l.[zdroj⁠?!] Viereckschanze bývaly považovány za kultovní místa, ale okolo roku 2005 převážil názor, že se jednalo o sídliště obývaná pravděpodobně místní elitní vrstvou obyvatel. Z německých Viereckschanze jsou známé nálezy studen. Z jedné z nich byl získán soubor dřevěných sošek, což vedlo k hypotézám o využívání studen jako obětních šachet. Ve skutečnosti však sloužily nejspíše jako zdroj vody. Na českých Viereckschanze se místo považované za pozůstatek studny nachází pouze v ohrazení u Skřipele.